# Schienenverkehr auf den Seychellen
Auf den Seychellen gab und gibt es keinen Schienenverkehr. Der Bau einer Einschienenbahn ist seit 2012 geplant.

## Einschienenbahn (Monorail)
Der Unternehmer Barry Laine bewirbt seit mindestens 2008 den Bau einer für den Personenverkehr auf Mahé. Vor allem im Zeitraum von 2009 bis 2012 wurde das Projekt sowohl politisch als auch in den Medien der Seychellen intensiv diskutiert. Projektiert war, die ersten beiden Phasen, von Anse Etoile bis nach Victoria und von Victoria bis zum Flughafen, bis 2015 abzuschließen. Eine dritte Phase sollte bis Ende 2017 folgen. Die Kosten für die ersten beiden Phasen wurden mit bis zu 45 Millionen US-Dollar, für Phase 3 mit US$ 18 Millionen angegeben. Den Zuschlag zum Bau und Betrieb, allerdings keine staatliche Finanzierung, hatte bereits 2009 das von Barry Laine geführte Unternehmen Anse Royale Express erhalten, das ein Jahr zuvor gegründet worden war.
Vorgesehen waren in den Phasen 1 und 2, von Norden nach Süden, sechs Haltestellen:
- Anse Etoile im Nordosten der Insel
- Perseverance für die gleichnamige vorgelagerte Insel und die durch Landgewinnung aufgeschüttete Insel Port Island
- Victoria, in der Hauptstadt der Seychellen
- Roche Caiman
- Providence
- Seychelles International Airport

Als Erweiterung des Systems (Phase 3) waren zwei Stationen geplant:
- Anse aux Pins
- Anse Royale

Der Bau sollte mit indischer Hilfe durchgeführt werden. Bis Ende 2016 wurde mit dem Bau nicht begonnen, bis Sommer 2021 ebenfalls nicht. Barry Laine tritt weiterhin für das Projekt ein.